# 5,10-메틸렌테트라하이드로폴산
5,10-메틸렌테트라하이드로폴산(영어: 5,10-methylenetetrahydrofolate, MTHF)은 여러 생화학 반응에 사용되는 보조 인자이다. N5,N10-메틸렌테트라하이드로폴산(영어: N5,N10-Methylenetetrahydrofolate), 5,10-CH2-THF라고도 한다. 5,10-메틸렌테트라하이드로폴산은 부분입체 이성질체인 [6R]-5,10-메틸렌테트라하이드로폴산으로 자연에 존재한다.
단일 탄소 대사의 중간생성물로서 5,10-메틸렌테트라하이드로폴산은 5-메틸테트라하이드로폴산, 5-폼일테트라하이드로폴산, 메테닐테트라하이드로폴산으로 상호전환된다. 5,10-메틸렌테트라하이드로폴산은 메틸렌테트라하이드로폴산 환원효소(MTHFR)의 기질이다. 5,10-메틸렌테트라하이드로폴산은 세린 하이드록시메틸트랜스퍼레이스에 의해 테트라하이드로폴산과 세린으로부터 생성된다.

## 기능

### 폼알데하이드 해독
5,10-메틸렌테트라하이드로폴산은 폼알데하이드의 해독 과정에서의 중간생성물이다.

### 피리미딘 생합성
5,10-메틸렌테트라하이드로폴산은 디옥시유리딘 일인산(dUMP)의 디옥시티미딘 일인산(dTMP)로의 메틸화를 촉매하는 티미딜산 생성효소의 단일 탄소 공여체이다. 조효소는 티미딘의 생합성에 필요하며 티미딜산 생성효소와 티미딜산 생성효소 (FAD)에 의해 촉매되는 반응에서의 단일 탄소 공여체이다.

### 생체 조절인자
[6R]-5,10-메틸렌테트라하이드로폴산은 플루오로유라실(5-FU)의 원하는 세포 독성 항종양 효과를 향상시키는 것으로 입증되었으며 필요한 활성화를 달성하기 위해 다른 폴산(예: 류코보린)에 필요한 대사 경로를 우회할 수 있는 생체 조절인자이다. 활성 대사산물은 플루오로유라실(5-FU)와 함께 대장암 환자들을 위한 임상 시험에서 평가되고 있다.
|  |

## 같이 보기
- 5,10-메테닐테트라하이드로폴산